# 盧卡斯·哈斯
盧卡斯·丹尼爾·哈斯（英語：Lukas Daniel Haas，1976年4月16日—）是美國的一位演員和音樂人。他出生在西好萊塢，父母分別是作家和藝術家 。